# Martin Redlicki
Martin Redlicki (* 24. August 1995 in Elk Grove Village, Illinois) ist ein US-amerikanischer Tennisspieler.

## Karriere
Martin Redlicki spielt hauptsächlich auf der ATP Challenger Tour und der ITF Future Tour. Er feierte bislang einen Doppelsieg auf der Future Tour. Auch sein Bruder Michael spielt professionell Tennis.
Seinen ersten Auftritt auf World-Tour-Level hatte er zusammen mit Deiton Baughman, mit dem er ein Doppelpaar bildete, bei den Sony Open Tennis in Miami im März 2014. Dort verloren sie ihre Erstrundenpartie gegen Ryan Harrison und Jack Sock mit 5:7 und 4:6.
Seinen ersten Challenger-Titel gewann er im Doppel in Lexington gemeinsam mit Diego Hidalgo.

## Erfolge
| Legende (Anzahl der Siege)  |
| Grand Slam                  |
| ATP World Tour Finals       |
| ATP World Tour Masters 1000 |
| ATP World Tour 500          |
| ATP World Tour 250          |
| ATP Challenger Tour (2)     |

### Doppel

#### Turniersiege
| Nr. | Datum              | Turnier   | Belag         | Partner         | Finalgegner                    | Ergebnis  |
| --- | ------------------ | --------- | ------------- | --------------- | ------------------------------ | --------- |
| 1.  | 3. August 2019     | Lexington | Hartplatz     | Diego Hidalgo   | Roberto Maytín Jackson Withrow | 6:2, 6:2  |
| 2.  | 21. September 2019 | Columbus  | Hartplatz (i) | Jackson Withrow | Nathan Pasha Max Schnur        | 6:4, 7:64 |